# 안락공주
안락공주(安楽公主, 684년 ~ 710년)는 중국 당나라의 황족이다. 당 중종과 위황후 사이에서 태어난 딸로 성은 이(李), 이름은 과아(裹児)이다.

## 생애
어려서부터 부모의 총애를 받았으며 자라서는 할머니 측천무후의 조카손자인 무숭훈(武崇訓)에게 시집갔고, 무숭훈이 죽고 난 다음에는 무연수(武延秀)와 재혼했다. 안락공주는 권력욕이 강한 인물로 자신의 배경을 믿고 관직을 팔았다. 이 때문에 벼슬을 하고자 하는 사람들은 돈을 들고 안락공주의 집을 찾았다. 이후 아버지가 셋째아들 위왕(衛王) 이중준(李重俊)을 태자로 삼으려 하자 이를 못마땅하게 생각했다. 안락공주는 이중준을 폐하고 황후의 딸인 자신을 황태녀로 삼아달라고 중종에게 청하였다. 위원충(魏元忠)의 반대로 황태녀가 되지는 않았지만 이중준은 자신의 앞날이 위태롭다는 것을 알고 대장군 이다조와 군사를 일으켜 안락공주의 집에 쳐들어갔다. 이중준은 안락공주의 남편 무숭훈과 그 아버지 무삼사를 죽이는 데에는 성공했지만 위황후나 안락공주를 처단하지 못하고 잡혀 죽었다. 이 일이 있은 후 안락공주의 횡포는 갈수록 심해졌다.
710년 지방 관료 연흠융이 상주서를 올려 위황후와 안락공주가 나라를 어지럽히고 있다고 질책하자 위황후는 자신의 심복 종초객에게 그를 죽이게 했다. 이 사건으로 중종은 심기가 불편해졌고 위기를 느낀 위황후와 안락공주는 공모하여 산기상시(散騎常侍) 마진객(馬秦客)과 광록 소경(光祿少卿) 양균(楊均) 등을 이용해 아버지 중종을 독살했다. 그 결과 모녀는 초왕 이융기의 군사들에게 사형당하고 폐서인되었다. 〈청사고〉에는 안락공주가 거울을 보며 눈썹을 그리다가 목이 떨어졌다고 한다. 안락공주는 죽은 뒤 그 지위가 패역서인(悖逆庶人)으로 격하되었다.

## 참고 문헌
- 박덕규, 《중국 역사 이야기》, 일송북, 2008